# Titularbistum Zoara
Zoara ist ein Titularbistum der römisch-katholischen Kirche. 
Es geht zurück auf ein ehemaliges Bistum der antiken Stadt Zoar in der römischen Provinz Syria Palaestina bzw. in der Spätantike Palaestina salutaris an der Ostküste des Toten Meeres, das der Kirchenprovinz Petra angehörte.
| Titularbischöfe von Zoara |                                         |                                                                                   |                    |                    |
| Nr.                       | Name                                    | Amt                                                                               | von                | bis                |
| 1                         | Franciscus Maria Cutroneo               |                                                                                   | 15. März 1773      | November 1780      |
| 2                         | José Nicolau de Azevedo Coutinho Gentil | Prälat von Cuiabá Prälat von Goiás (Brasilien)                                    | 18. Juli 1783      |                    |
| 3                         | Jean-Henri Baldus CM                    | Apostolischer Vikar von Henan Apostolischer Vikar von Jiangxi (Kaiserreich China) | 2. März 1844       | 29. September 1869 |
| 4                         | Claude-Thierry Obré                     | Weihbischof in Beauvais-Noyon-Senlis (Frankreich)                                 | 14. Dezember 1877  | 14. Dezember 1881  |
| 5                         | Pedro José Sánchez Carrascosa y Carrión | emeritierter Bischof von Ávila (Spanien)                                          | 30. März 1882      | 1896               |
| 6                         | Patrick Vincent Dwyer                   | Koadjutorbischof von Maitland (Australien)                                        | 30. Januar 1897    | 9. Juli 1909       |
| 7                         | René-Marie-Joseph Perros MEP            | Apostolischer Vikar von Ost-Siam (Thailand)                                       | 17. September 1909 | 27. November 1952  |
| 8                         | Antonio Capdevilla Ferrando CM          | Apostolischer Vikar von San Pedro Sula (Honduras)                                 | 24. März 1953      | 12. August 1962    |
| 9                         | Wacław Skomorucha                       | Weihbischof in Siedlce (Polen)                                                    | 21. November 1962  | 25. August 2001    |